# لعبة السهام في الألعاب البارالمبية الصيفية
لعبة السهام أو لعبة "دارتيشري" (وهي مزيج من لعبة السهام ولعبة القوس والسهم حيث تستخدم لوحة السهام بدلاً من هدف القوس القياسي) هي رياضة تنافسية نُظمت في الألعاب البارالمبية الصيفية من عام 1960 حتى عام 1980. أقيمت المنافسات بشكل زوجي: زوجي مختلط من عام 1960 إلى عام 1980، وزوجي الرجال وزوجي السيدات من عام 1972 إلى عام 1980.
رغم أن اللجنة البارالمبية الدولية سجَّلت معظم المشاركين والنتائج، إلا أن النتائج التي حصل عليها المتنافسون لم تُسجل.

## النتائج حسب الألعاب
المصادر:  

### 1960
كانت لعبة "دارتيشري" واحدة من ثمانية رياضات نُظمت في دورة الألعاب البارالمبية الافتتاحية في روما عام 1960. تنافست ثلاثة أزواج فقط من الرياضيين، وبالتالي فاز جميعهم بالميداليات. تغلب جاك ويتمان وواين برويرين من الولايات المتحدة على مواطنيهما جيم ماثيس وجون تيجير، بالإضافة إلى المتنافسين الفرنسيين كاميل تروفيري وبرناباي، ليُحققوا الميدالية الذهبية.
مختلط
| العام | الذهبية                                           | الفضية                                        | البرونزية                          |
| ----- | ------------------------------------------------- | --------------------------------------------- | ---------------------------------- |
| 1960  | جاك ويتمان وواين برويرين · الولايات المتحدة (USA) | جون تيجير وجيم ماتيس · الولايات المتحدة (USA) | كميل تروفري وبيرنابي · فرنسا (FRA) |

### 1964
تنافس أربعة أزواج من الرياضيين. وقد حصل الجميع على ميداليات، حيث منحت ميداليتين برونزيتين لزوجين.  أرسلت فرنسا وبلجيكا متنافسًا واحدًا لكل منهما لتشكيل فريق.
مختلط
| Year | الذهبية                                   | الفضية                                             | البرونزية                                                                               |
| ---- | ----------------------------------------- | -------------------------------------------------- | --------------------------------------------------------------------------------------- |
| 1964 | جورج مان & مارغريت هاريمان · رودسيا (RHO) | جيم ماتيس وجورج باسيبانكي · الولايات المتحدة (USA) | تي. ماتسوموتو وتي. أندو · اليابان (JPN) · و · بيسنو وشيلفو · فرنسا (FRA) & بلجيكا (BEL) |

### 1968
في دورة الألعاب البارالمبية التي أقيمت في تل أبيب عام 1968، زاد عدد المتنافسين في لعبة السهام بشكل ملحوظ، فبلغ عددهم واحد وثلاثين ثنائي (من ثمانية عشر دولة). وقد تنافسوا ضد بعضهم البعض بواقع اثنين مقابل اثنين في جولة من ستة عشر مباراة، مع إعفاء الثنائي الفرنسي إيرسام وسيجوين من الدور الأول.
وفي دور الستة عشر كانت النتائج على النحو التالي (الفائزون بالخط العريض):
- جيزينجر وكيلدرهاوس (الولايات المتحدة) هزموا إكسل وهول (جامايكا)
- روي فاولر وكيفن باودن (أستراليا) هزموا أ. لوكس وأندرسون (السويد)
- جوليانو كوتين وأوبر سلا (إيطاليا) هزموا لاكسمان وكومار (الهند)
- إرسام وسيغوين (فرنسا) - راحة
- تانكا وت. ماتسوموتو (اليابان) هزموا كيركلاند وب. ريمر (كندا)
- غاي غرن وج. فان إيندي (بلجيكا) هزموا فلوود وج. ماريت (نيوزيلندا)
- فيرنر والديسبويل ووالتر إيسنشمايد (سويسرا) هزموا ويلي برينكمان ولُفت (ألمانيا الغربية)
- نيكولسون وتايلور (بريطانيا العظمى) هزموا لونغ وبراكات (جامايكا)
- توني ساوث وآلان كون (أستراليا) هزموا غانيش وجينا (الهند)
- كليمنس وكلاسن (الولايات المتحدة) هزموا شادي وإلبراخت (ألمانيا الغربية)
- شيلفوت وآيمه ديسال (بلجيكا) هزموا يوهانسون وهانسون (السويد)
- ماراشكين وجيرارد (فرنسا) هزموا برنارد بولينز وآرثر ستودر (سويسرا)
- فرانشيسكو ديانا ورايموندو لونغي (إيطاليا) هزموا جورج مان وغلين غريفيثس (روديسيا)
- ج. ماير ومارغريت هاريمان (جنوب أفريقيا) هزموا براون ولين (نيوزيلندا)
- ج. روبرتسون وتود (بريطانيا العظمى) هزموا ويلسون وهاميلتون (كندا)
- لورينتي ولورنس (إسبانيا) هزموا كيريجان وهوغز (أيرلندا)

وفي الجولة الثانية، انتصر جايسينجر وكيلدرهاوس (الولايات المتحدة الأمريكية) على فاولر وباودن (أستراليا)؛ وتغلب كوتن وسالا (إيطاليا) على إيرسام وسيجوين (فرنسا)؛ وتغلب تاناكا وماتسوموتو (اليابان) على جرون وفان إيندي (بلجيكا)؛ وتغلب والديسبوهل وإيزنشميد (سويسرا) على نيكلسون وتايلور (المملكة المتحدة)؛ وانتصر ساوث وكون (أستراليا) على كليمنس وكلاسون (الولايات المتحدة الأمريكية)؛ وانتصر شيلفوت وديسال (بلجيكا) على ماراشين وجيرارد (فرنسا)؛ وانتصر ديانا ولونجي (إيطاليا) على ماير وهاريمان (RHO)؛ وانتصر روبرتسون وتود (المملكة المتحدة) على لورينتي ولورنس (إسبانيا).
وفي ربع النهائي، تغلب جايسينجر وكيلدرهاوس على كوتين وسالا؛ وأقصى تاناكا وماتسوموتو والديسبوهل وإيزنشميد؛ وخسر شيلفوت وديسال أمام ساوث وكون؛ بينما تغلبت ديانا ولونجي على روبرتسون وتود.
تغلب الزوجي الأمريكي على منافسه الياباني في نصف النهائي الأول، فيما تغلب الأستراليون على الإيطاليين في نصف النهائي الآخر. حصل الزوجي الياباني والإيطالي على الميدالية البرونزية بشكل مشترك، بينما التقى الأمريكيون والأستراليون في المباراة النهائية، حيث حصل جايسينجر وكيلدرهاوس على الميدالية الذهبية. 
مختلط
| Year | الذهبية                                      | الفضية                               | البرونزية                                                                                   |
| ---- | -------------------------------------------- | ------------------------------------ | ------------------------------------------------------------------------------------------- |
| 1968 | جايسينجر وكيلدرهاوس · الولايات المتحدة (USA) | توني ساوث وآلان كون · أستراليا (AUS) | فرانشيسكو ديانا & ريموندو لونغي · إيطاليا (ITA) · و · تاناكا وتي. ماتسوموتو · اليابان (JPN) |

### 1972
في دورة الألعاب الأوليمبية عام 1972 ، تم توسيع منافسات الرماية وتقسيمها إلى ثلاثة أحداث: أزواج مختلطة، وأزواج رجال، وأزواج سيدات. ولم تسجل اللجنة البارالمبية الدولية أعداد المشاركين ولا تفاصيل المسابقات لهذا العام؛ فقط قائمة الحاصلين على الميداليات.   
المختلط
| الألعاب | الذهبية                            | الفضية                                           | البرونزية                               |
| ------- | ---------------------------------- | ------------------------------------------------ | --------------------------------------- |
| 1972    | بيكر وشايد · ألمانيا الغربية (FRG) | كيم كيون سو وتشو كيوم إيم · كوريا الجنوبية (KOR) | دروبكو وكولينز · الولايات المتحدة (USA) |

الرجال
| Year | الذهبية                                   | الفضية                               | البرونزية                       |
| ---- | ----------------------------------------- | ------------------------------------ | ------------------------------- |
| 1972 | إ. هاميل وإلبراخت · ألمانيا الغربية (FRG) | ب. بوبكيما وب. بلانكر · هولندا (NED) | سيلور وفان برايت · بلجيكا (BEL) |

السيدات
| الألعاب | الذهبية                                         | الفضية                        | البرونزية                              |
| ------- | ----------------------------------------------- | ----------------------------- | -------------------------------------- |
| 1972    | مارغريت ماوجان وم. كوبر · بريطانيا العظمى (GBR) | ماراشين وجيرارد · فرنسا (FRA) | بيرج هولمن وو. واربيرج · النرويج (NOR) |

### 1976
تعتمد النتائج المسجلة لعام 1976 على عدد الانتصارات التي حققها كل ثنائي.   
مختلط
خسر جي إم شابويس وماراشين (فرنسا)، وجي ماثيوز ودي ليلي (بريطانيا)، وكاتسوهيرو هامانويه وتوموكو يامازاكي (اليابان)، وكاسبر كاسبرسن وكارلسن (النرويج) جميع مبارياتهم، لكنهم يحتلون المركز التاسع والعاشر والحادي عشر والثاني عشر على التوالي.
فاز كل من إي. إيل وب. وارد (كندا)، وأنيليز ديرسن وهـ. جايس (ألمانيا)، وأ. لوكس وبوديل إيل (السويد)، وجاي براون وسالي ستودت (الولايات المتحدة الأمريكية) بمباراة واحدة، ويحتلون المركز الخامس والسادس والسابع والثامن على التوالي.
وفازت آنا ماريا تينوريو وكارلوس جواديانا من المكسيك بمباراتين واحتلتا المركز الرابع.
فازت البلجيكية إيمي ديسال وأليس فيرهي بثلاث مباريات، وحصلتا على الميدالية البرونزية.

فاز الثنائي الفنلندي أرفو كالينيوس وإيلي كورفا بأربع مباريات، وحصلا على الميدالية الفضية.
 فاز جون كاستيل وإم روس من أستراليا بخمس مباريات وبالميدالية الذهبية.
| Year | الذهبية                              | الفضية                                    | البرونزية                             |
| ---- | ------------------------------------ | ----------------------------------------- | ------------------------------------- |
| 1976 | جون كيستيل & م. روس · أستراليا (AUS) | أرفو كالينيوس & إيلي كورفا · فنلندا (FIN) | إيمي ديسال وأليس فيرهي · بلجيكا (BEL) |

الرجال
- من العاشر إلى الخامس عشر، مع 0 انتصارات: جاي جرون وجوزيف مايسن (بلجيكا)؛ روبسون إس. ألميدا ومانويل ألفيس (البرازيل)؛ ر. شميدبرغر وإلبراخت (ألمانيا)؛ فيتالينو ماروكين وألفونسو رينوسو (غواتيمالا)؛ جيمس جاريفان وكلاوس ستيفنز (أيرلندا)؛ كيم يون باي وتو سونغ كو (كوريا الجنوبية).
- من الخامس إلى التاسع، بفوز واحد: ج. روبرتسون وإي سميث (المملكة المتحدة)؛ شيجينوبو هاشيجوتشي وكينيتشي توميتا (اليابان)؛ ت. سكوجمو وأودبيورن ستيبيك (النرويج)؛ يو. هورنلوند وإم. إيدن (السويد)؛ روي فاولر وجيه هيث (أستراليا).
- رابعًا، بفوزين: تي. باركر وسي. لاد (كندا)
- ثالثًا، بثلاثة انتصارات: بي بلانكر وبي بوبكيما (هولندا)
- الثاني بـ 4 انتصارات: باتريك كريشنر وتيموثي فان دير مايدن (الولايات المتحدة الأمريكية)
- أولاً، بخمسة انتصارات: أ. بيوتي وثوري (فرنسا)

| الألعاب | الذهبية                     | الفضية                                                       | البرونزية                            |
| ------- | --------------------------- | ------------------------------------------------------------ | ------------------------------------ |
| 1980    | أ. بيوتي وثور · فرنسا (FRA) | باتريك كريشنر وتيموثي فان دير مايدن · الولايات المتحدة (USA) | ب. بلاكر & ب. بوبكيما · هولندا (NED) |

## جدول الميداليات
| رتبة                | أمة                                           | ذهب | فضي | برونزي | المجموع |
| ------------------- | --------------------------------------------- | --- | --- | ------ | ------- |
| 1                   | الولايات المتحدة (الولايات المتحدة الأمريكية) | 2   | 2   | 0      | 4       |
| 2                   | ' روديسيا ‏ (رهو)                              | 1   | 0   | 0      | 1       |
| 3                   | أستراليا (أستراليا)                           | 0   | 1   | 0      | 1       |
| 3                   | كوريا الجنوبية ‏ (كور)                         | 0   | 1   | 0      | 1       |
| 5                   | إيطاليا ‏ (ايتا)                               | 0   | 0   | 2      | 2       |
| 5                   | اليابان ‏ (اليابانية)                          | 0   | 0   | 2      | 2       |
| 7                   | فرنسا ‏ (فرنسا)                                | 0   | 0   | 1      | 1       |
| المجموع (7 إدخالات) | المجموع (7 إدخالات)                           | 3   | 4   | 5      | 12      |

## وصلات خارجية
- (بالإنجليزية) دارتشيري على الموقع الرسمي للجنة البارالمبية